# ピコとコロンブスの冒険
ピコとコロンブスの冒険 （原題：Die Abenteuer von Pico und Columbus) は、1992年に公開されたマイケル・スクーマンによるドイツのファンタジーアニメ映画作品。1992年2月14日にドイツで発売された。日本では1993年に公開した。

## キャスト
※括弧内は日本語吹き替え
- クリストファー・コロンブス - マイケル・ハベック（熊倉一雄）
- ピコ - ジェンズ・ウォールクゼック（平野正人）
- マリリン - カーチャ・ノットク（土井美加）
- 女王イザベラ - ベアテ・ヘイセノー（京田尚子）
- フェルディナンド4世、ゼーマン - クリスチャン・シャルト（久米明）
- スウォーム・ロード、ディエゴ、ネイティブ・シェフ - エリック・バエセン（今福将雄）
- ボブ・ザ・ビーバー - ルッツ・マケンシー（野田圭一）
- ヘラルド - トーマス・カララス（三ツ矢雄二）
- ナレーター - ハンス・パエッツク（滝沢修）